# 堀江貞之
堀江 貞之（ほりえ さだゆき）は、日本のエコノミスト。野村総合研究所上席研究員、年金積立金管理運用独立行政法人運用委員会委員長代理等を歴任した。

## 人物・経歴
京都市出身。京都府立桂高等学校を経て、1981年神戸商科大学（現兵庫県立大学）商経学部管理科学科卒業。野村総合研究所資産運用研究室長等を経て、1991年野村アセットマネジメントIT第一運用室長。2004年野村総合研究所上席研究員。年金積立金管理運用独立行政法人運用委員会委員長代理、年金積立金管理運用独立行政法人経営委員会委員、金融庁・東京証券取引所コーポレートガバナンス・コードの策定に関する有識者会議メンバー、大阪経済大学経営情報研究科大学院客員教授等も歴任した。

## 著書
- 『ROE最貧国日本を変える』（中神康議, 小林慶一郎, 杉浦秀徳, 柳良平, 上田亮子と共著）日本経済新聞出版社 2014年
- 『コーポレートガバナンス・コード』日本経済新聞出版社 2015年